# McMahon-Gletscher
Der McMahon-Gletscher ist ein 29 km langer Gletscher an der Pennell-Küste des ostantarktischen Viktorialands. Er fließt in den Anare Mountains in nördlicher Richtung zwischen den Buskirk Bluffs und den Gregory Bluffs zum Nielsen-Fjord.
Das Antarctic Names Committee of Australia (ANCA) benannte den ursprünglich als Nielsen-Gletscher benannten Gletscher nach Francis Patrick McMahon, der als Logistiker der Australian Antarctic Division mehrere Expeditionen zur Macquarieinsel leitete und stellvertretender Leiter bei einigen Expeditionen nach Antarktika war.